# Huis van Afgevaardigden (Marokko)
Het Huis van Afgevaardigden (Arabisch: ﻣﺠﻠﺲ ﺍﻟﻨﻮﺍﺏ, Majliss-annouwab; Berbers:  ⴰⵙⵇⵇⵉⵎ ⵏ ⵉⵎⵓⵔⴰ, Agraw n imarayen; Frans: Chambre des représentants) is het lagerhuis van het parlement van Marokko en telt sinds 2011 395 leden waarvan er 305 worden gekozen via een districtenstelsel (meerderheidsstelsel) en de overige 90 middels het stelsel van evenredige vertegenwoordiging (via een landelijke kieslijst). Verkiezingen vinden om de vijf jaar plaats.
Bij de verkiezingen van 2016 werd de Parti de la justice et du développement (PJD) voor het eerst de grootste partij. De PJD verkreeg in totaal 125 zetels en vormt een coalitieregering met een aantal andere partijen. De Parti authenticité et modernité (PAM), een monarchistische partij is de nummer twee van het land met 102 zetels en is tevens de voornaamste oppositiepartij.
Voorzitter van het Huis van Afgevaardigden is Habib El Malki (USFP). Hij werd op 16 januari 2017 gekozen.
Het hogerhuis van het parlement is het Huis van Raadgevers.

## Uitbreiding zetelaantal
| Jaar          | 1963 | 1970 | 1977 | 1984 | 1993 | 1997 | 2002 | 2007 | 2011 |
| Aantal zetels | 144  | 240  | 264  | 306  | 333  | 325  | 325  | 325  | 395  |

## Zetelverdeling

Zetelverdeling na de verkiezingen van 2016

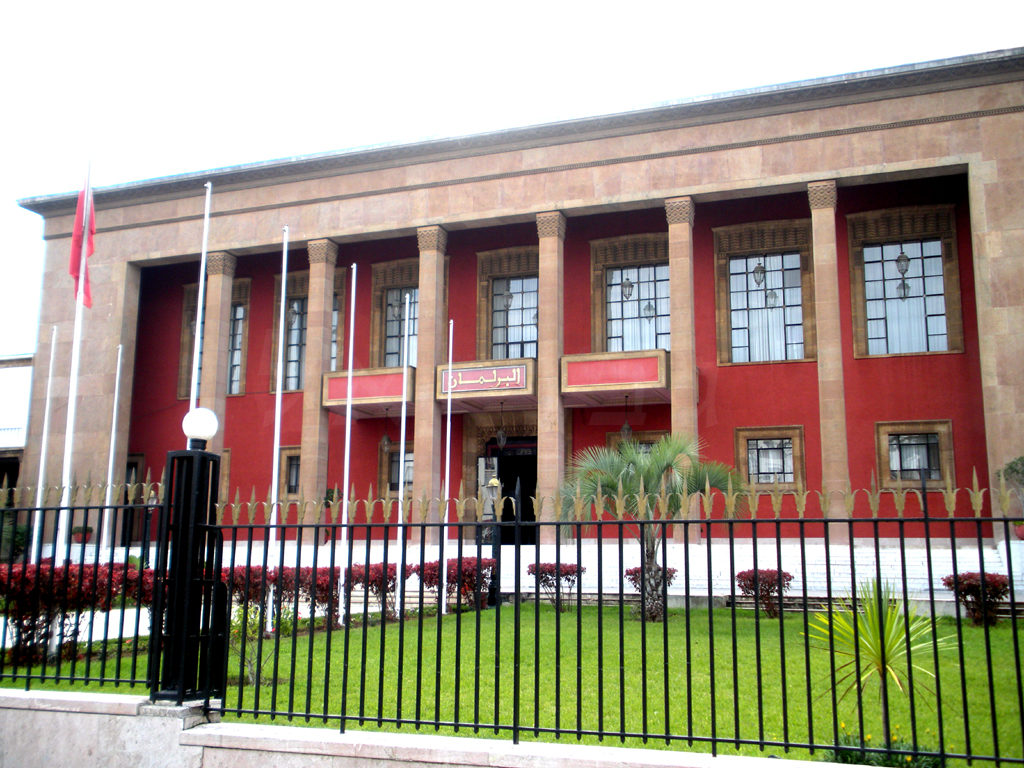
Het gebouw waarin het Huis van Afgevaardigden zetelt in Rabat.

Regering (232)
Oppositie (163):